# Nina Onilowa

Statue von Nina Onilowa in Odessa

Nina Andrijiwna Onilowa (ukrainisch Ніна Андріївна Онілова, * 10. April 1921 in Nowomykolajiwka, Oblast Odessa, Ukrainische SSR; † 8. März 1942 bei Sewastopol, Autonome Sozialistische Sowjetrepublik der Krim) war eine sowjetische Sanitäterin und Maschinengewehrschützin.

## Biografie
Nina Onilowa wurde mit 11 Jahren Waise und lebte fortan in einem Waisenhaus. Nach der siebten Klasse zog sie zu ihrer Schwester nach Odessa, arbeitete in einer Strickwarenfabrik und besuchte eine Abendschule. Die Idee, Maschinengewehrschützin zu werden, kam ihr, als sie den Film Tschapajew gesehen hatte, in dem eine Schützin namens Anka aufgetreten war. Sie nahm Schießübungen bei OSSOAWIACHIM.
1941 trat sie als Sanitäterin in das 54. Schützenregiment der Roten Armee ein. Während der Schlacht um Odessa hatte sie am Stadtrand Verwundete behandelt, als ein Maschinengewehr Ladehemmung hatte, wodurch ihre Stellung in Gefahr kam. Sie säuberte die Waffe und schoss auf die vorrückenden Feinde. Dafür erhielt sie die Rolle als Schützin ihres Trupps. Ihr Trupp wehrte mehrere Angriffe ab und fügte dem Feind schwere Verluste zu. Im September wurde sie durch eine Mörserexplosion schwer verletzt. Die Ärzte wollten sie zur Invalidin erklären, jedoch bestand sie darauf, entlassen zu werden. In ihrem Regiment hatte Onilowa den Spitznamen „Tschapajews Anja Nr. 2.“ Mehrere Militärzeitungen veröffentlichten Geschichten über ihre Taten und politisches Personal verwendete ihren Ruf zu Propagandazwecken. Durch Onilowas Aktivitäten als Maschinengewehrschützin wurde sie zum Vorbild für Frauen in der Roten Armee, die nur in medizinischen und unterstützenden Positionen waren und davon überzeugt wurden, sich für Rollen in Kampfhandlungen umschulen zu lassen.

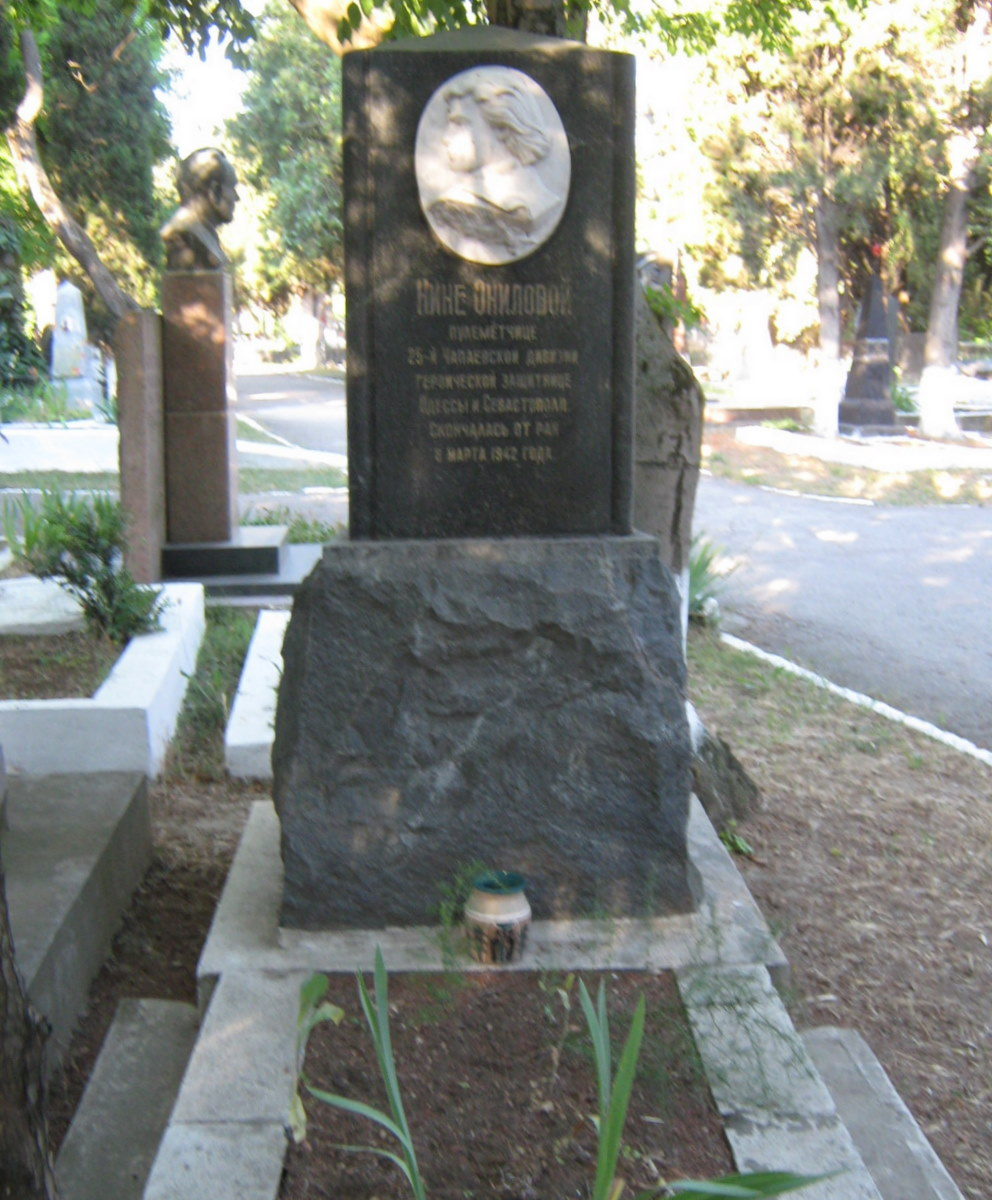
Onilowas Grab in Sewastopol

Ab Oktober 1941 nahm sie als Mitglied der 25. Schützendivision an der Verteidigung von Sewastopol teil. Im November zerstörte sie 7 Meilen östlich des Stadtzentrums Sewastopols einen deutschen Panzer mit zwei Molotowcocktails. Für ihren Beitrag in den Schlachten bei Odessa wurde ihr im Dezember der Rotbannerorden verliehen und sie wurde zum Oberfeldwebel befördert. Laut dem Stabshauptquartier der 25. Schützendivision hat sie 500 Deutsche getötet. Am 27. Februar 1942 zerstörte sie nahe Sewastopol zwei Maschinengewehrstellungen. Am 1. März blieb sie allein zurück, um ihre zurückweichenden Kameraden zu decken, wurde durch eine Mörserexplosion schwer verwundet und starb am 8. März in einem Krankenhaus. Sie wurde auf dem Friedhof der Kommunarden im Rajon Lenin in Sewastopol begraben.
Nach dem Krieg wurde Onilowas Grab von tausenden Menschen besucht. Am 14. Mai 1965 wurde ihr per Dekret des Präsidiums des Obersten Sowjets posthum der Titel Held der Sowjetunion verliehen.
Eine Textilfabrik und Straßen in Sewastopol sind nach ihr benannt. Auch in Odessa sind Straßen nach ihr benannt und Monumente wurden für sie errichtet.